# Laura Berwick
Laura Berwick (* 20. Jahrhundert) ist eine Managerin und Produzentin.
Berwick machte einen Bachelorabschluss am University College London. Sie ist seit Dekaden in der Unterhaltungsindustrie als Talentmanagerin tätig. Bevor sie mit ihrer Kollegin Becca Kovacik ihre eigene Firma Berwick & Kovacik gründete, arbeitete sie für die von Judy Hofflund gegründete Managementfirma The Hofflund Co.
2018 trat Berwick erstmals als Ausführende Produzentin in Erscheinung und war als solche an dem Film All Is True beteiligt. 2021 produzierte sie den ebenfalls von Regisseur Kenneth Branagh verantworteten Film Belfast. Für diese Produktion wurde sie gemeinsam mit Kenneth Branagh, Becca Kovacik und Tamar Thomas für den Oscar in der Kategorie Bester Film nominiert. Sie gewannen bei den British Academy Film Awards 2022 in der Kategorie Bester britischer Film, erhielten dort die Nominierung für den Besten Film und wurden 2022 bei den Producers Guild of America Awards für den Besten Kinofilm nominiert.